# Onthophagus aeremicans
Onthophagus aeremicans é uma espécie de inseto do género Onthophagus da família Scarabaeidae da ordem Coleoptera.

## História
Foi descrita cientificamente pela primeira vez no ano 1904 por D'Orbigny.